# Avril 2022
Le mois d'avril 2022 est marqué par la réélection d'Emmanuel Macron à la présidence de la République française, et par la poursuite des opérations militaires russes en Ukraine.

## Événements
- Avril : début de l'épidémie de variole du singe de 2022.
- 1er avril : 
  - en Afghanistan, deux bombes posées par la province khorassanaise de Daech explosent sur un terrain de jeu à Herat, tuant 5 personnes et en blessant une trentaine d'autres[1] ;
  - en Ukraine, des photos et des vidéos attestant d'un massacre de civils durant l'occupation russe de la ville de Boutcha (reprise la veille[2]) commencent à circuler massivement sur les médias sociaux[3],[4] ;
  - en Serbie, 8 mineurs sont morts et une vingtaine d'autres sont blessés lors d'une explosion dans la mine de Čitluk[5] ;
  - au Sri Lanka, le président Gotabaya Rajapaksa décrète l'état d'urgence en réponse aux manifestations qui émaillent le pays sur fond de crise économique et politique[6].
- 3 avril :
  - élections législatives et référendum en Hongrie, le parti Fidesz du Premier ministre Viktor Orbán remporte les élections législatives pour la quatrième fois consécutive ;
  - élection présidentielle au Costa Rica (2e tour), Rodrigo Chaves Robles remporte le second tour de l'élection présidentielle ;
  - élection présidentielle et élections législatives en Serbie, Aleksandar Vučić est réélu président de la République et sa coalition politique "Pour nos enfants" conserve la majorité relative malgré un net recul.
- 6 avril : au Burkina Faso, l'ancien président Blaise Compaoré est reconnu coupable de complicité du meurtre du premier président du pays Thomas Sankara[7].
- 7 avril :
  - la juriste et magistrate Ketanji Brown Jackson est nommée juge à la Cour suprême des États-Unis, devenant la première femme noire à siéger dans cette institution[8] ;
  - la 11e session extraordinaire d'urgence de l'Assemblée générale de l'ONU adopte une résolution qui suspend la Russie de son appartenance au Conseil des droits de l'homme des Nations unies en représailles aux massacres qui lui sont imputés dans le cadre de son invasion de l'Ukraine[9].
- 8 avril :
  - inondations meurtrières au KwaZulu-Natal en Afrique du Sud ;
  - en Ukraine, au moins cinquante civils sont tués dans le bombardement de la gare de Kramatorsk, attribué aux forces russes.
- 9 avril : élections législatives en Gambie.
- 10 avril :
  - élection présidentielle en France (1er tour), Emmanuel Macron et Marine Le Pen se qualifient pour le second tour ;
  - référendum révocatoire au Mexique, Andrés Manuel López Obrador reste président après le premier référendum révocatoire ;
  - au Pakistan, le Premier ministre Imran Khan est démis par une motion de censure de l'Assemblée nationale ;
  - en Ossétie du Sud-Alanie, Anatoli Bibilov et Alan Gagloïev se qualifient pour le second tour de l'élection présidentielle.
- 14 avril : le vaisseau amiral de la flotte russe de la mer Noire, le croiseur Moskva, coule après une explosion au large des côtes ukrainiennes[10].
- 19 avril : 
  - élection présidentielle au Timor oriental(2e tour), José Ramos-Horta est élu.
  - Au Mali, 50 civils sont morts dans une opération de l’armée et de militaires « étrangers », selon l’ONU[11].
- 20 avril :
  - les États-Unis signent un accord avec le Panama pour aider à stopper l'immigration clandestine[12].
  - en Russie, le RS-28 Sarmat, missile balistique intercontinental, est tiré pour la première fois.
- 21 avril : la Communauté d'Afrique de l'Est accepte de mettre en place une force militaire régionale dans l'est de la République démocratique du Congo pour tenter d'y mettre fin aux conflits[13].
- 24 avril :
  - élection présidentielle en France (2e tour), Emmanuel Macron est réélu face à Marine Le Pen ;
  - élections législatives en Slovénie.
- 25 avril : rachat de Twitter par Elon Musk[14].
- 28 avril : le Parlement du Monténégro approuve le nouveau gouvernement, minoritaire, dirigé par Dritan Abazović.
- 30 avril :
  - éclipse solaire partielle dans le Pacifique Sud, au Chili et en Argentine ;
  - fin du Tournoi des Six Nations féminin 2022 ;
  - fin officielle de la Saison cyclonique 2021-2022 dans l'océan Indien sud-ouest (sauf pour Maurice le 15 mai).